# Karl Heinz Brandt (Archäologe)
Karl Heinz Brandt (* 25. März 1922 in Herne; † 25. September 2014 in Bremen) war ein deutscher Archäologe und Landesarchäologe von Bremen.

## Leben
Aufgewachsen ist Brandt als Sohn des Gründers und Leiters des Emschertal-Museum in Herne und autodidaktischen Forschers und Publizisten der Ur- und Frühgeschichte der Emscher/Lippe-Region Karl Brandt. Nach seinem Schulabschluss in Herne und dem Kriegsdienst mit anschließender Gefangenschaft studierte er an der Universität Kiel und der Universität Münster Ur- und Frühgeschichte, Geologie und Anthropologie. 1953 wurde er in Kiel bei Ernst Sprockhoff mit einer Arbeit zum Thema Studien über steinerne Äxte und Beile der Jüngeren Steinzeit und der Stein-Kupferzeit Nordwestdeutschlands promoviert.
Nachdem der langjährige Direktor des Focke-Museums Ernst Grohne 1953 in den Ruhestand trat, wurde 1954 unter dem Direktor Werner Kloos mit Brandt erstmals ein ausgebildeter Archäologe als Abteilungsleiter für die ur- und frühgeschichtliche Sammlung berufen. In seine Dienstzeit fielen zahlreiche Ausgrabungen, die Vorbereitung und Verabschiedung des Bremer Denkmalschutzgesetzes 1975 sowie 1983 der Auszug der Landesarchäologie, deren stellvertretender Direktor er von 1971 bis 1973 war, aus dem Focke-Museum in ein eigenes Gebäudeensemble.
Von 1975 bis 1987 wurde er der erste Landesarchäologe Bremens. Damit verbunden waren unter anderem Lehraufträge an der Universität Bremen.
Schon seit 1974 erregten die Ausgrabungen im Bremer Dom, die er gegen den Widerstand der Domgemeinde bei der großen Sanierung durchführte, allgemein großes Aufsehen und eine überregionale Aufmerksamkeit. Deren Funde werden, neben dem Focke-Museum, im 1987 neugegründeten Dom-Museum (Bremen) ausgestellt.
Seit 1960 war er federführend bei der Neu-Herausgabe der Bremer Archäologischen Blätter und Mitbegründer, langjähriger Vorsitzender und Vorstandsmitglied der Bremer Gesellschaft für Vorgeschichte, deren Ehrenvorsitzender er später wurde. Karl Heinz Brandt war Mitglied der Wittheit zu Bremen, korrespondierendes Mitglied im Deutschen Archäologischen Institut sowie Mitglied der Historischen Kommission für Niedersachsen und Bremen.
Brandt war bis 1963 mit seiner ehemaligen Kommilitonin Johanna Brandt verheiratet.

## Schriften (Auswahl)
- Zur archäologischen Mittelalterforschung in Bremen. In: Bremisches Jahrbuch, Band 71 (1992) S. 191–222
- Ausgrabungen im Bremer Sankt-Petri-Dom. Bd. 2. Die Gräber des Mittelalters und der frühen Neuzeit. Stuttgart (1988)
- mit Friedrich Schumacher: Der Dom zu Bremen: Wiederherstellung und Ausgrabungen 1972-1982. Bremen (1982) Als:  Schriften der Wittheit zu Bremen / NF 8
- Ausgrabungen im Bremer St.-Petri-Dom 1974 - 76: Ein Vorbericht.Bremen (1977)
- Eine Siedlung der Römischen Eisenzeit auf dem Mühlenberg in Bremen-Rekum. Bremisches Jahrbuch 62, 1984, S. 172–174.
- Ausgrabungen im Bremer St.-Petri-Dom 1974-76. Bremen (1976)
- Ausgrabungen im Bremer St.-Petri-Dom. (2002). In: Heiden und Christen - Slawenmission im Mittelalter S. 9–27
- Ethnische Vielfalt an der Weser: Siedlung und Gräberfeld Bremen-Mahndorf (1999). In: Über allen Fronten. Nordwestdeutschland zwischen Augustus und Karl dem Großen. S. 113–133
- Bemerkungen zur Datierung und Identifizierung erzbischöflicher Grablegen im Bremer St.-Petri-Dom. In: Bremisches Jahrbuch Bd. 78 (1999) S. 23–41.
- Spuren vorgeschichtlicher Menschen. (1995). In: Haltermann, Seebergen S. 7–14
- Archäologische Landesaufnahme in Bremen: Denkmäler und Funde ausgewählter Gemarkungen. (1995 - 1996). In: Bremisches Jahrbuch Bd. 74/75 (1995/96) S. 266–295
- Archäologische Landesaufnahme in Bremen. Denkmäler und Funde ausgewählter Gemarkungen. Teil II. (1994). In: Bremisches Jahrbuch Bd. 73 (1994) S. 280–307
- Archäologische Landesaufnahme in Bremen: Denkmäler und Funde ausgewählter Gemarkungen. Teil I. (1993). In: Bremisches Jahrbuch Bd. 72 (1993) S. 197–226
- In: Bremisches Jahrbuch Bd. 66 (1988) S. 453–474
- Neue Ausgrabungen und Funde in der Freien Hansestadt Bremen 1985. (1986). In: Bremisches Jahrbuch Bd. 64 (1986) S. 249–280
- Neue Ausgrabungen und Funde in der Freien Hansestadt Bremen 1984. In: Bremisches Jahrbuch Bd. 63 (1985) S. 117–142.
- Neue Ausgrabungen und Funde in der Freien Hansestadt Bremen 1983. In: Bremisches Jahrbuch Bd. 62 (1984) S. 165–190.
- Neue Ausgrabungen und Funde in der Freien Hansestadt Bremen 1981 und 1982. In: Bremisches Jahrbuch Bd. 60/61 (1982/83) S. 205–228.
- Neue Ausgrabungen in der Freien Hansestadt Bremen 1980. In: Bremisches Jahrbuch Bd. 59 (1981) S. 163–176.
- Neue Ausgrabungen und Funde in der Freien Hansestadt Bremen 1979. In: Bremisches Jahrbuch Bd. 58 (1980) S. 243–266
- Neue Ausgrabungen und Funde in Bremen (1978). In: Bremisches Jahrbuch Bd. 57 (1979) S. 317–334.
- Neue Ausgrabungen und Funde in Bremen (1977). In: Bremisches Jahrbuch Bd. 56 (1978) S. 217–234
- Neue Ausgrabungen und Funde in Bremen (1976). In: Bremisches Jahrbuch Bd. 55 (1977) S. 337–362
- Neue Ausgrabungen und Funde in Bremen (1975). In: Bremisches Jahrbuch Bd. 54 (1976) S. 285–291
- Issendorf. Ein Urnenfriedhof der späten Kaiserzeit und Völkerwanderungszeit. 1: Die Ergebnisse der Ausgrabung 1967. In: Prähistorische Zeitschrift Bd. 51 (1976) S. 106–109
- mit Margareta Nockert Ausgrabungen im Bremer St.-Petri-Dom 1974-1976. Ein Fundbericht. In: Bremer archäologische Blätter Bd. 7 (1976) S. 1–98
- Zur karolingischen und ottonischen Baugeschichte des Bremer St. Petri-Domes. In: Archäologisches Korrespondenzblatt Bd. 6 (1976) S. 327ff.
- Erzbischofsgräber im Bremer St.-Petri-Dom. In: Zeitschrift für Archäologie des Mittelalters Bd. 4 (1976) S. 7–28
- Studien über steinerne Äxte und Beile der Jüngeren Steinzeit und der Stein-Kupferzeit Nordwestdeutschlands. Als: Münstersche Beit. z. Vor- u. Frühgesch. Band 2, Hildesheim (1967)